# Acacia elephantorrhiza
Acacia elephantorrhiza é uma espécie de leguminosa do gênero Acacia, pertencente à família Fabaceae.